# Тауйск
Тауйск — село в Магаданской области России. Входит в Ольский район и соответствующий ему муниципальный округ.
Село было основано в 1653 году и является одним из старейших поселений в Магаданской области.

## География
Расстояние до районного центра Олы — 150 км, до Магадана — 103 км.

## История
Река Тауй впервые упоминается в географическом описании Ивана Москвитина «Роспись рекам и имяна людям, на которой реке которые люди живут…», составленном 20 ноября 1639 года. «Река Тоуй устьем пала в Ламу, а по ней живут тунгусы, товуданы, и уяганы, и выяканы, и огочолы». В начале 1651 года из Анадыря на запад вдоль побережья Охотского моря вышел на лыжах и нартах отряд казаков во главе с землепроходцем Михаилом Стадухиным. После зимовок на реке Гижиге и на яме (осенью 1652 года основали Ямское зимовье) в конце лета 1653 года отряд достиг устья реки Тауи. Первоначально острог Тауйск был заложен у устья реки Тауй на её правом берегу. Стадухин провёл там около 4 лет, собирая ясак с местных жителей и охотясь на соболей.
В январе 1743 года в Тауйский острог из Охотска прибыл путешественник и учёный Якоб Линденау.
С 1783 года в составе Охотского уезда Охотской области Иркутского наместничества (с 1796 — губернии). В конце XVIII века посёлок перенесли на 40 км восточнее, на его нынешнее место близ реки Яна. В 1950-х годах археологическими раскопками Руслана Васильевского (1933–2011) были найдены остатки острога.
В 1847 году Тауйск посетил епископ Камчатский, Курильский и Алеутский Православной Российской церкви Иннокентий Вениаминов. Он отметил, что население «крепостцы» составляет 175 оседлых жителей.
В начале XX века селение Тауйск относилось к Ольской волости Охотского уезда с 1909 года в составе Камчатской области, а с 1922 года — Камчатской губернии.
С 1953 года в составе Магаданской области.
В 1986 году для сельской школы построено новое трёхэтажное здание.
В конце 2012 года был освящён закладной камень нового Свято-Покровского храма на месте разрушенной в советское время церкви.

## Население
| 1924 | 2002 | 2010 | 2018 | 2020 | 2021 |
| ---- | ---- | ---- | ---- | ---- | ---- |
| 494  | ↗690 | ↘582 | ↘544 | ↘505 | ↘319 |

Примерно половина жителей посёлка составляют представители коренных малочисленных народов Севера.

## Экономика
Основное занятие местных жителей — рыболовство, охота, животноводство. Здесь базируются: рыбоперерабатывающее предприятие, Янский лососевый рыборазводный завод, крестьянское хозяйство «Наше время», а также дорожный участок ОГУДЭП «Магаданское» (паромная переправа).

## Социальная инфраструктура
В селе действуют: средняя школа, участковая больница на 5 коек, аптека, почтовое отделение, этно-культурный центр, краеведческий музей, спортзал, АЗС, 4 магазина.
В селе 30 многоквартирных домов. Протяженность улично-дорожной сети составляет 8,5 км.
В селе находится пограничная застава Погрануправления ФСБ России. Застава существует с 1977 года. Осуществляет охрану Охотского побережья.